# ミラノ通行線
ミラノ通行線 (Passante ferroviario di Milano) はイタリア、ミラノにある鉄道幹線のことである。ミラノ近郊鉄道のほとんどの路線はこの線を通ってミラノの北西と東南を結んでいる。13kmの長さがあり、ほぼ全域が地下線である。

## 概要
ミラノ都心部を斜めに貫通し、ミラノの北西のチェルトーザから東南のロゴレードまで、10駅を結ぶ運行系統である。北西と東南、それぞれの終点から電車が他の鉄道に乗り入れする。
ミラノ通行線を利用する系統は S1線、S2線、S5線、S6線、S12線、S13線、電車の運行は合わせて6分間隔である。

## 車両
ミラノ通行線の車両は2006年から2012年の間にアンサルドブレーダ、ケッラーとフィレーマにより製造されたTSR711電車により運行されている。

## 使用路線
S1線 (サロンノ駅 - ローディ駅)
 S2線 (ミラノ・ロゴレード駅 - マリアーノ・コメンセ駅)
 S5線 (ヴァレーゼ駅 - トレヴィーリオ駅)
 S6線 (ノヴァーラ駅 - ピオルテーッロ駅)
S12線
 S13線 (ミラノ・ボヴィーザ駅 - パヴィーア駅)